# Neuengeseker Heide
Neuengeseker Heide ist ein Nachbarort von Neuengeseke. Der Ort gehört zur Gemeinde Bad Sassendorf, hat also die Postleitzahl 59505.
Die Geschichte des Ortes geht bis ins frühe 17. Jahrhundert zurück, als Bauern aus der Kreis- und Hansestadt Soest sich dort niederließen. Dank des fruchtbaren Bodens der Soester Börde hatten sie stets eine gute Ernte und das Dorf wuchs bis ins 19. Jahrhundert auf bis zu 500 Bewohner heran. Unter der einsetzenden Industrialisierung und der Landflucht litt auch die Neuengeseker Heide.